# Exechocentrus lancearius
Exechocentrus lancearius är en spindelart som beskrevs av Simon 1889. Exechocentrus lancearius ingår i släktet Exechocentrus och familjen hjulspindlar.
Artens utbredningsområde är Madagaskar. Inga underarter finns listade i Catalogue of Life.